# 臺灣銀行
25°02′29″N 121°30′47″E / 25.041457°N 121.512949°E
臺灣銀行（簡稱臺銀）是臺灣第一家銀行，創立於日治時代初期的1899年，全球分行計有188間，無論淨值、資產總額、存放款餘額，皆為臺灣各銀行之最，同時為台灣「八大行庫」之一。其在1949年至2000年間，受中華民國中央銀行委託發行在臺灣通用的法定貨幣——新臺幣。
2007年7月1日，配合中華民國政府的金融改革政策，中央信託局與臺銀合併，臺銀為存續銀行；而在2008年1月1日，中華民國政府成立臺灣金融控股公司，臺銀成為其旗下的主要子公司。

## 沿革

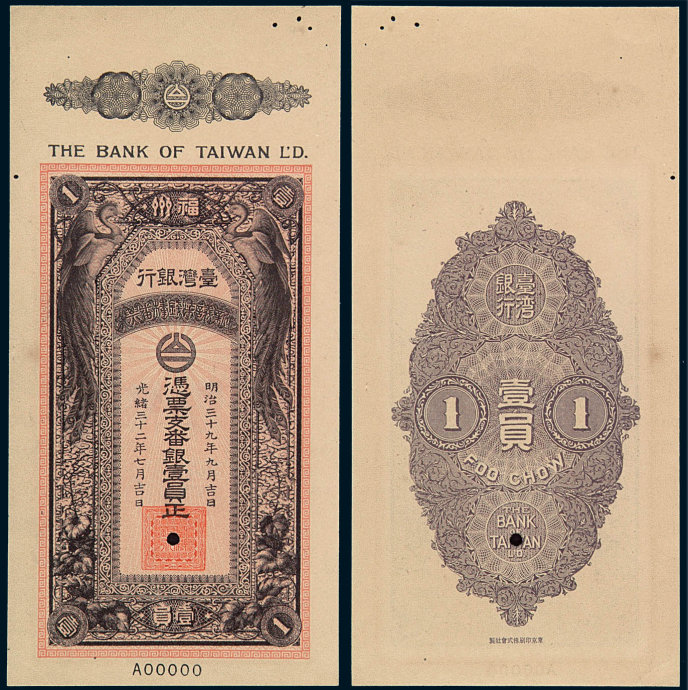
台灣銀行於日治時期在大清福州分行所發行的一圓鈔票

### 創始時期

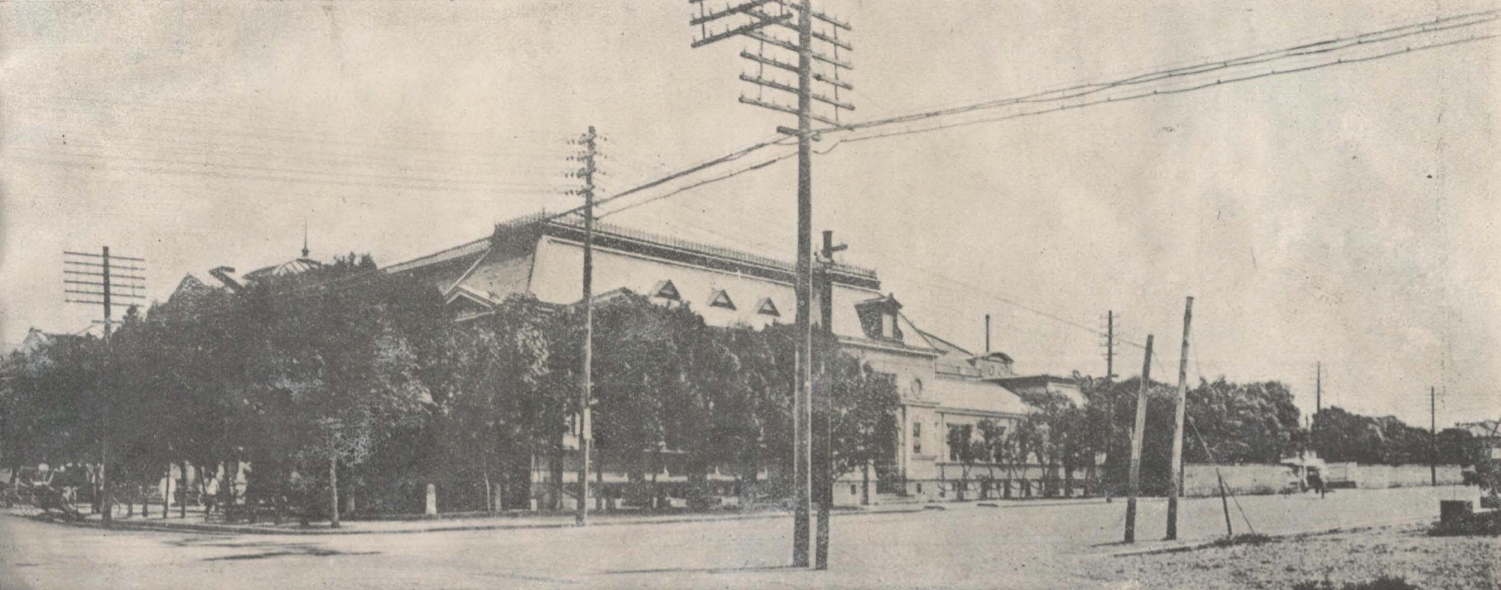
初代臺銀總行

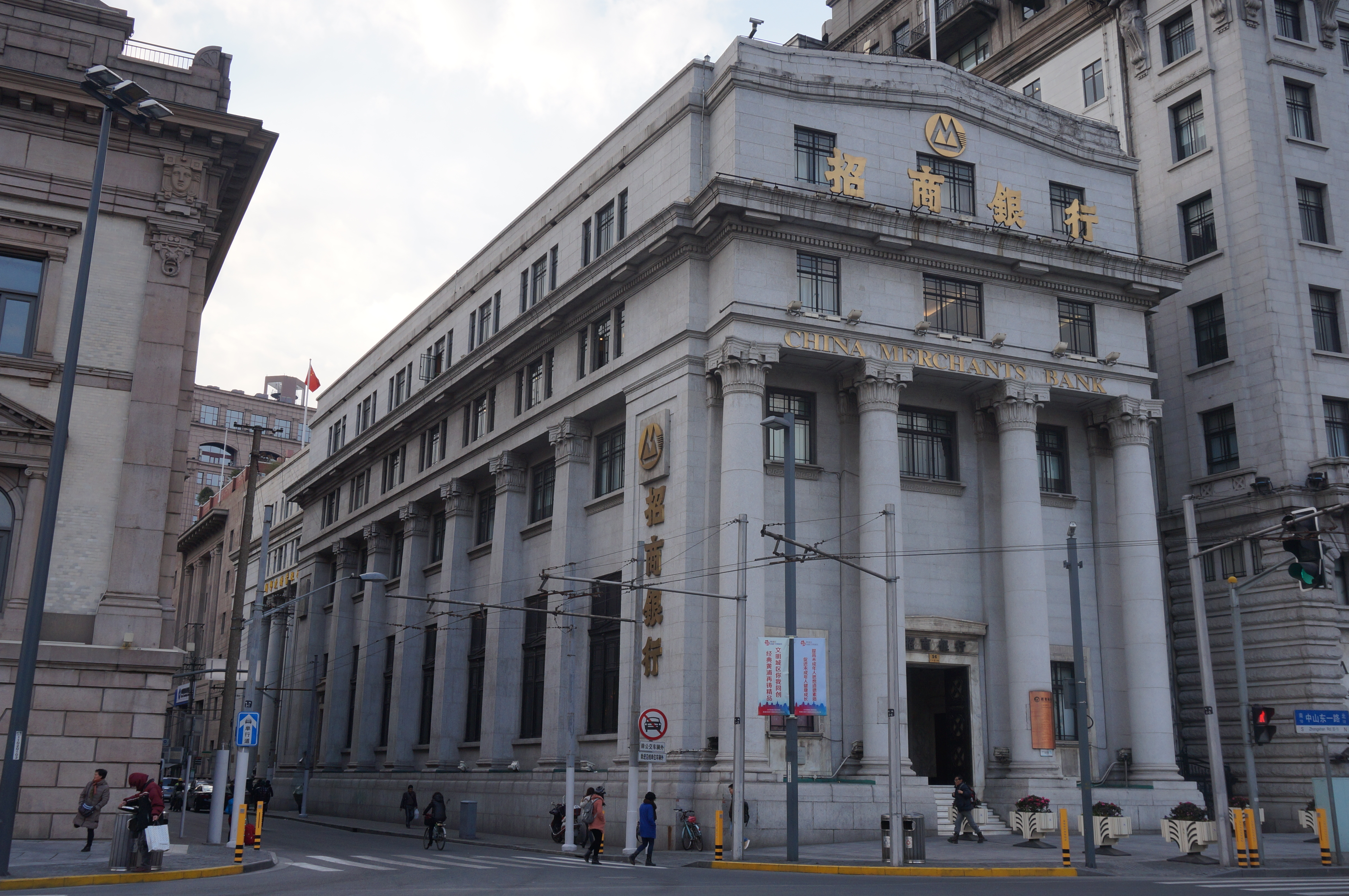
上海臺灣銀行大樓

- 1897年3月，日本國會通過《臺灣銀行法》，定位未來將成立的新金融機構為特殊銀行（日语：特殊銀行 (日本金融史)）。
- 1897年11月，日本政府成立「臺灣銀行創立委員會」，開始展開籌備「臺灣銀行」的工作。
- 1899年3月，日本國會通過《臺灣事業公債法》，公債發行額度3,500萬日圓，由台灣銀行專賣，作為台灣銀行未來募資之財源依據；貸款項目包含鐵路、港口建設，土地調查相關支出，另制定《臺灣銀行補助法》，並修改《臺灣銀行法》。日本政府以100萬日圓為額度，認購臺灣銀行股份。
- 1899年6月，「株式會社臺灣銀行」成立。
- 1899年9月26日，臺灣銀行開始營業，最初營運資本額500萬日圓。
- 1900年1月開設廈門支店（分行）[3]。
- 1908年，為擴大日本對東南亞及華南地區的貿易，日資的臺灣銀行在廣州沙面英國租借地設立「出張所」，數年後升格為「支店」。
- 直至日治時期結束之前，臺灣銀行一直扮演發行官方通行貨幣「臺灣銀行券」的關鍵性角色。
- 除了貨幣印製之外，臺灣銀行也擔任扶植日本本土企業的任務。在此任務下，該銀行成為許多日資私人企業在臺灣的貸款債權銀行。
- 1924年，日資的臺灣銀行在上海外灘建造臺灣銀行大樓。
- 1927年，臺灣銀行一度因鈴木商店倒閉無法償還3億8,000萬日圓借貸，瀕臨破產。之後，臺灣總督府強力介入，才讓臺灣銀行度過此難關。
- 若將清領時期不具存款準備金概念的大清寶鈔、銀票、匯票等証券不予列入，臺灣第一張紙鈔應該是臺灣銀行於1899年9月發行的臺灣銀行券的壹圓銀券。成為臺灣第一張紙幣的該銀券正面為鳳凰圖案，代為承印的是「大日本帝國政府印刷局」，背面則有「憑票在臺灣銀行隨時換銀壹圓；遇有將票私行假造或改作，定按國法治罪，絕不寬貸」的說明與警語。
- 日治時期之臺灣銀行，除了臺北本行之外，於臺灣各地設有15支店：
  - 宜蘭、淡水、新竹、臺中、臺南、澎湖島支店，1899年10月2日開業。

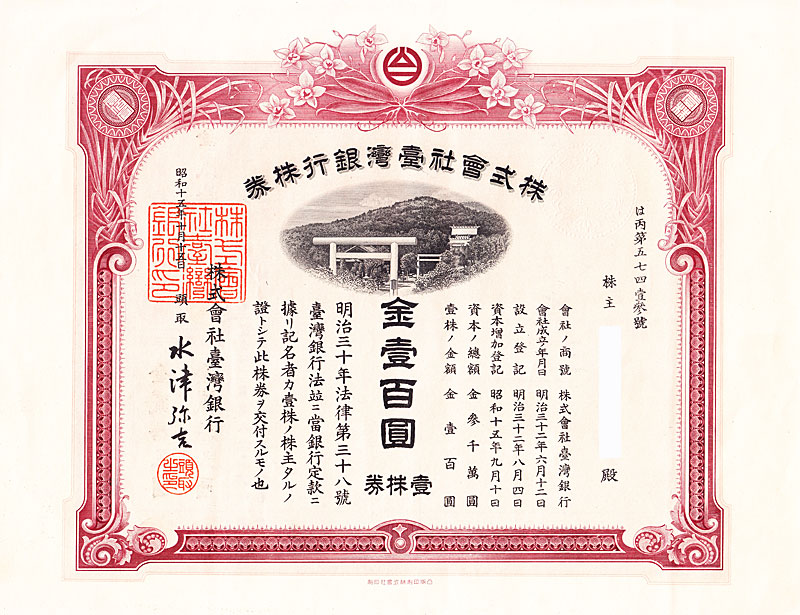
日本時代由台灣銀行發行的股票

  - 基隆支店，1899年12月1日開業。
  - 高雄支店，1900年9月1日開業。
  - 嘉義、屏東支店，1910年7月1日開業。
  - 花蓮港支店，1912年7月1日開業。
  - 臺東支店，1914年4月1日開業。
  - 南投、桃園支店，1918年7月1日開業。
  - 日本時代由台灣銀行發行的股票彰化支店，1934年5月1日開業。

### 戰後
臺灣於二戰結束由中華民國接收後，國民政府於1946年5月20日專案核准臺灣銀行復業，並合併日治時期之臺灣儲蓄銀行、三和銀行在臺支店組成新的臺灣銀行，資本額則定為舊臺幣6,000萬圓，第一任董事長是嚴家淦（任期：1946年7月—1950年1月）。隨後該行以原本日治時期所有據點，擔任全臺灣的金融龍頭，發行區域性的「（舊）臺幣」業務。
(原本日治時期所有據點中淡水、南投、桃園支店二戰結束時已不存在，其他支店皆於1946年5月20日改為分行，南投於1951年2月24日設南投分行；桃園於1947年9月設桃園分行；淡水於1999年1月27日設淡水分行)
1948年曾組建棒球隊，並與其他五支銀行棒球隊進行了臺灣早期棒球史重要的「銀行公會賽」（又稱六行庫棒球賽），直至1957年解散球隊。
1949年6月15日舊臺幣被國民政府發行的金圓券拖垮，導致惡性通貨膨脹，為穩定物價，臺灣銀行奉中央指示發行新臺幣，並流通至今。
1949年底，中央銀行隨中華民國政府撤退來臺灣後，編制緊縮，重要業務均委由臺灣銀行辦理，包括：
- 通貨之發行
- 收受各銀行存款準備金
- 辦理重貼現及轉質押
- 代理國庫
- 辦理國際匯兌業務等

1950年4月4日，臺灣銀行開始接受全省進口商「以黃金結構各類結滙證明書」:326。12月27日，臺灣銀行「宣佈暫停黃金儲蓄存款」:326。
1951年4月11日，臺灣銀行正式公布「買賣結匯證辦法」，將一次撥存結匯證基金200萬美元，視市場需要隨時充實，以調劑供求。5月5日，臺灣銀行為澄清謠傳，宣布於本月中旬邀請縣市議長、新聞界人士，實地點查新臺幣準備金60餘萬兩:326。
至1968年7月1日，中央銀行正式復業之前，臺灣銀行代行所有中央銀行職務，雖無中央銀行之名，而有中央銀行之實。直至中央銀行在臺復業後，始收回委託業務。但考量新臺幣發行已久且幣值穩定，不另發行國幣，仍將貨幣發行業務委由臺灣銀行發行。直到2002年6月30日，政府正式將新臺幣訂為國幣，國幣發行業務才由中央銀行接手，臺灣銀行結束所有受託央行業務。不過目前新臺幣的發行附隨業務亦仍由臺灣銀行經理。

### 受委託發行貨幣

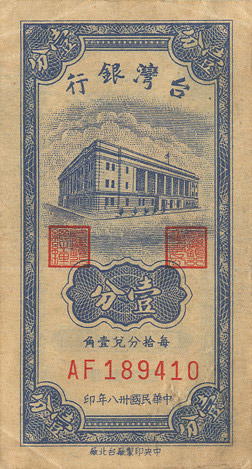
1949年發行的新台幣壹分鈔票，正面有台灣銀行總行大廈圖案

國府於中國大陸時期，貨幣發行極為混亂，即使進行過幣制改革，仍未曾徹底統一。戰後，隸屬臺灣省行政長官公署（後改制臺灣省政府）的「臺灣銀行」成立於1946年5月20日，發行「臺幣」，僅流通於臺灣省境內，算是一種區域性的貨幣。
1949年因通貨膨脹嚴重，遂實施幣制改革、於6月15日起發行「新臺幣」，以舊臺幣4萬圓兌換新臺幣1圓；同年稍晚，中華民國政府全面搬遷來臺，但中央銀行一時之間尚未在臺灣復業，臺灣銀行實質上代理了中央銀行的業務，「新臺幣」也成為流通在中華民國自由地區（臺灣、澎湖、金門、馬祖等）的唯一貨幣。
中央銀行直到1961年7月1日才在臺灣復業。依《中央銀行法》規定，貨幣應由中央銀行發行或委託其他公營銀行發行，考量新臺幣已經由臺灣銀行發行多年及國民政府實際統治範圍，中央銀行沒有另外發行「國幣」，而在1961年6月30日（中央銀行復業前一天）由行政院訂頒《中央銀行在臺灣地區委託臺灣銀行發行新臺幣辦法》，由中央銀行印鑄、存儲，委由臺灣銀行繼續發行新臺幣，法定地位比照國幣。當然，新臺幣上就因此一直印著「臺灣銀行」四字。
目前流通的最新版新臺幣紙鈔，最早出現的是2000年7月3日起發行的藍色1,000圓券。新鈔發行前，政府決定將新臺幣正式訂為國幣，而國幣發行權依《中央銀行法》歸屬中央銀行；至此，新鈔才把「臺灣銀行」四字撤掉，改印「中央銀行」四字。2000年1月26日，行政院訂頒《中央銀行發行新臺幣辦法》，明訂「中華民國貨幣為新臺幣」，僅委託臺灣銀行「經理新臺幣發行附隨業務」，自2000年7月1日開始施行。2002年6月30日，《中央銀行在臺灣地區委託臺灣銀行發行新臺幣辦法》因施行期間屆滿當然廢止，臺灣銀行受託發行新臺幣業務全面終止。

## 現況

### 改制
臺灣銀行1985年因《銀行法》修正而取得法人資格，且已經於2003年7月1日依據《公司法》及《銀行法》之規定改制為「臺灣銀行股份有限公司」，資本額為新臺幣480億圓。截至2014年10月9日為止，臺灣銀行資本額達到新臺幣950億圓，是臺灣資本額最大的本國銀行。

### 合併公營事業
2007年7月1日，因應公股金融機構整併政策，臺灣銀行與中央信託局合併，臺灣銀行為存續公司，並承接中央信託局原有的銀行以外之業務；中央信託局各分局改為臺灣銀行各分行。2008年1月1日，臺灣銀行與其他公營行庫共同成立「臺灣金融控股股份有限公司」，成為臺灣金控的子公司；次日，臺灣銀行將證券、人壽保險業務分割成立「臺銀綜合證券股份有限公司」、「臺銀人壽保險股份有限公司」，隸屬於臺灣金融控股公司。臺灣銀行為公開發行公司，目前僅有臺灣金融控股公司（財政部100%持有）法人股東一人。

### 代理官方貨幣發行權

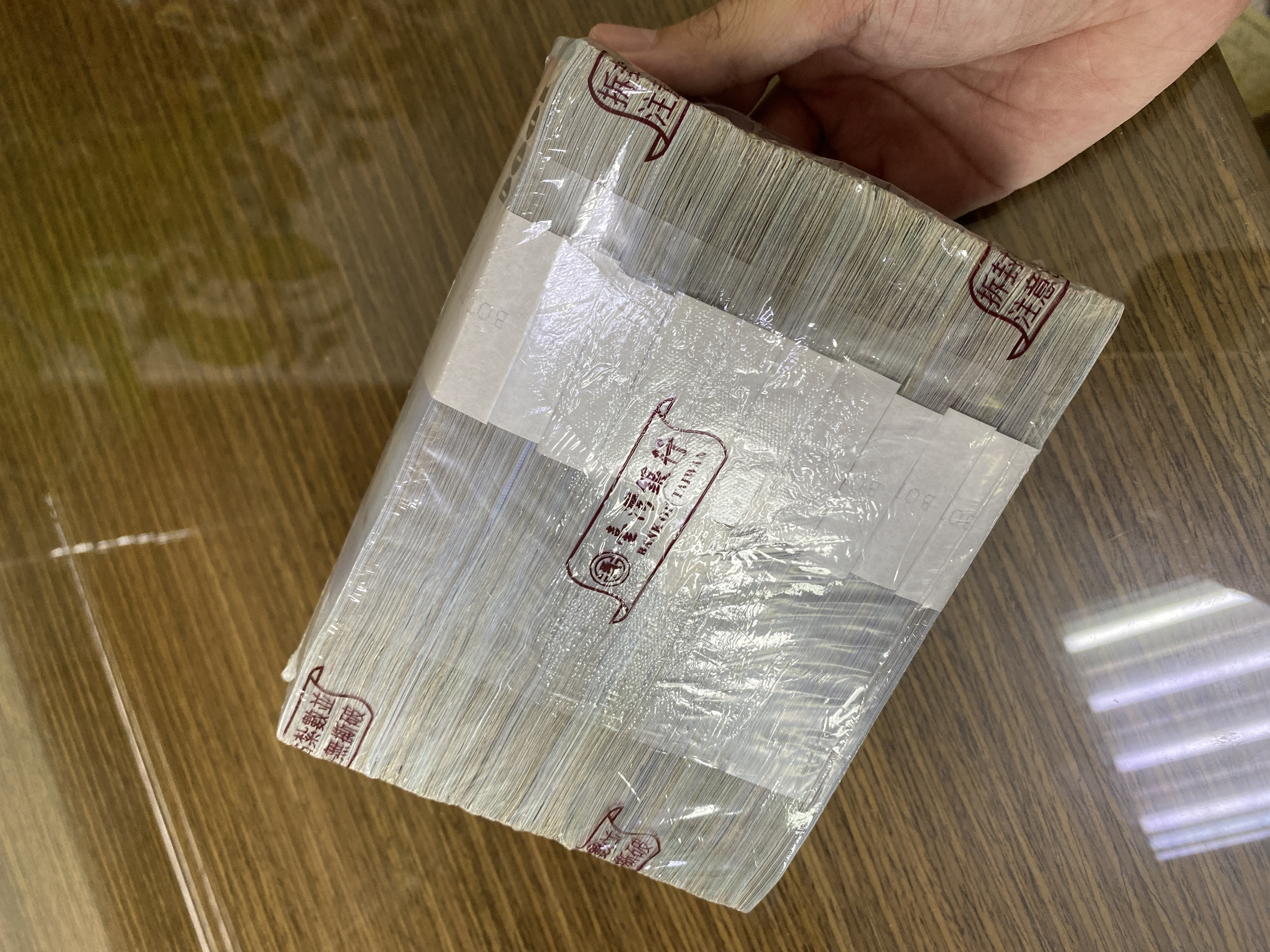
臺灣銀行包裝之新臺幣一百萬圓

臺灣銀行長年擔任新臺幣代理行，同時臺銀目前亦為臺灣之人民幣現鈔的拋補行。

#### 人民幣清算
2012年9月17日，臺灣銀行上海分行正式獲中央銀行指派為在中國大陸地區唯一一家新臺幣清算行，為中國大陸地區提供新臺幣之結算及清算服務，兩岸貨幣清算機制正式啟動。
2013年1月9日獲臺灣央行發行局許可於臺灣地區與大陸地區間進出口新臺幣鈔券，2013年2月4日獲中國國家外匯管理局核准上海分行辦理調運外幣現鈔進出境業務，於當日立即安排運出一批新臺幣現鈔至上海地區。
2013年2月6日，臺銀（臺澎金馬各分行）人民幣業務正式開辦，推出個人及公司、商業、團體之人民幣存款、兌款及匯款服務。

### 其他金融業務
業務範圍包含存款、放款、外匯、債券、金融卡、信用卡、保管箱、貴金屬買賣業務、代售套裝紀念幣、外幣現鈔買賣、外幣即期買賣、財富管理、基金代管業務服務、帳單代收、稅單代收、兼營陸海空軍退伍除役官兵及退休公務人員之退伍／退休金優惠存款業務、代理公庫業務、企業政策性貸款業務、青年購屋低利貸款、青年創業貸款、教育部留學生就學貸款（占全臺灣就學貸款市占率80%）、公教人員保險之承保業務、等等。

### 行動支付業務
2018年，支援台灣Pay行動支付功能，使客戶能利用台灣Pay QR Code掃碼收付，進行轉帳、購物及繳費。

## 營業據點

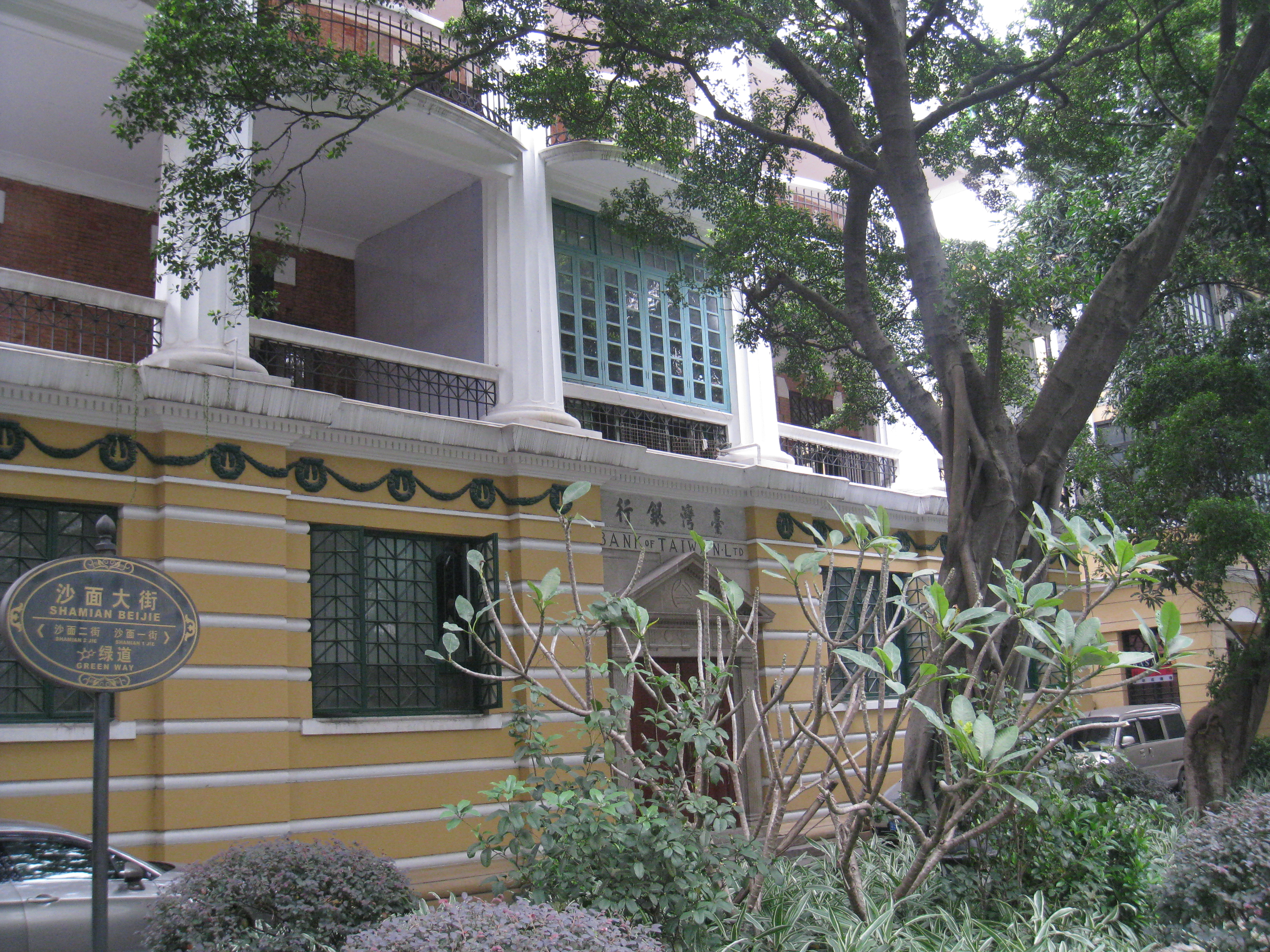
1908年設於廣州沙面島上的台灣銀行

臺灣銀行在臺共有169間分行，主要部門包括企金部、營業部、採購部、信託部等之辦公室均設於臺北市。截至2021年9月，臺灣銀行於境外共設有香港、上海（静安区）、上海嘉定、紐約、洛杉磯、倫敦、新加坡、東京、約翰尼斯堡、雪梨、廣州、福州等12家分行，主要服務對象為於當地進行貿易之臺商，提供企業存款、匯款、放款融資、財富管理等業務。
臺灣銀行於不少政府部門或政策產業園區附近均設有分行，並在臺灣桃園國際機場、臺北松山機場、臺中國際機場和高雄國際機場特設多個全年無休之入出境兌換櫃台，進行兌換外幣現鈔及旅行支票等外匯業務。以桃園機場為例，旅客於辦理入境手續前已經能於臺銀兌換櫃台兌換新臺幣。有別於一般臺銀分行之正常營業時間（週一至週五09:00~15:30），機場分行入境與出境兌換櫃台之開放時間須配合班機起降，故兩者營業時間不一致。桃園國際機場入出境兌換櫃台服務時間約為05:30~22:00，高雄國際機場入出境兌換櫃台服務時間約為05:00~次日00:30。

## 宣傳口號
以「建構領導銀行 佈局全球市場」為銀行願景。

## 信用評級
- 穆迪投資人服務公司（Moody's Investors Service），於2014年10月發佈的臺銀評等等級為長期Aa3，短期P-1；展望穩定。[6]
- 標準普爾公司，於2014年10月將臺銀評為等級長期A+，短期A-1；展望穩定。[6]

## 歷任高層
| 任別                       | 姓名                         | 就任時間             | 卸任時間              |
| 株式會社臺灣銀行頭取       | 株式會社臺灣銀行頭取         | 株式會社臺灣銀行頭取 | 株式會社臺灣銀行頭取  |
| -------------------------- | ---------------------------- | -------------------- | --------------------- |
| 1                          | 添田壽一                     | 1899年6月15日就任    | 1901年11月25日辭任    |
| 2                          | 柳生一義                     | 1901年11月22日就任   | 1916年1月24日辭任     |
| 3                          | 櫻井鐵太郎                   | 1916年1月24日就任    | 1920年8月13日辭任     |
| 4                          | 中川小十郎                   | 1920年8月13日就任    | 1925年8月12日滿期退任 |
| 5                          | 森廣藏                       | 1925年8月13日就任    | 1927年8月4日辭任      |
| 6                          | 島田茂                       | 1927年8月4日就任     | 1934年5月2日辭任      |
| 7                          | 保田次郎                     | 1935年4月23日就任    | 1939年5月12日辭任     |
| 8                          | 水津彌吉                     | 1939年5月12日就任    | 1944年5月辭任         |
| 9                          | 上山英三                     | 1944年5月就任        | 1945年9月返回日本     |
| 株式會社臺灣銀行副頭取     |                              |                      |                       |
| 1                          | 柳生一義                     |                      |                       |
| 2                          | 中川小十郎                   |                      |                       |
| 3                          | 森廣藏                       |                      |                       |
| 4                          | 下坂藤太郎                   |                      |                       |
| 5                          | 森俊六郎                     |                      |                       |
| 6                          | 柳田直吉                     |                      |                       |
| 7                          | 吉田勉（曾任理事）           | 1934年5月2日         | 1937年5月4日          |
| 8                          | 和田正彥                     |                      |                       |
| 9                          | 本橋兵太郎                   |                      |                       |
| 臺灣銀行董事長             |                              |                      |                       |
| 01                         | 嚴家淦                       | 1946年7月            | 1950年1月             |
| 02                         | 任顯群                       | 1950年1月            | 1951年3月             |
| 03                         | 徐柏園                       | 1951年3月            | 1952年2月             |
| 04                         | 俞鴻鈞                       | 1952年2月            | 1953年4月             |
| 05                         | 張茲闓                       | 1953年4月            | 1960年7月             |
| 06                         | 尹仲容                       | 1960年7月            | 1963年1月             |
| 07                         | 周宏濤                       | 1963年1月            | 1963年3月             |
| 08                         | 陳慶瑜                       | 1963年3月            | 1964年1月             |
| 09                         | 陳勉修                       | 1964年1月            | 1976年9月             |
| 10                         | 馬兆奎                       | 1976年9月            | 1980年5月             |
| 11                         | 劉師誠                       | 1980年5月            | 1986年11月            |
| 12                         | 孫義宣                       | 1986年11月           | 1990年7月             |
| 13                         | 許遠東                       | 1990年7月            | 1995年3月20日         |
| 代理                       | 李文雄                       | 1995年3月            | 1995年4月             |
| 14                         | 羅際棠                       | 1995年4月            | 2000年5月             |
| 15                         | 陳木在                       | 2000年6月            | 2003年7月             |
| 臺灣銀行股份有限公司董事長 |                              |                      |                       |
| 1                          | 陳木在                       | 2003年7月            | 2004年4月             |
| 代理                       | 楊子江（財政部次長）         | 2004年4月            | 2004年6月             |
| 2                          | 呂桔誠                       | 2004年6月            | 2006年1月             |
| 代理                       | 李瑞倉                       | 2006年1月            | 2006年2月             |
| 3                          | 許德南                       | 2006年2月            | 2007年1月             |
| 4                          | 蔡哲雄                       | 2007年1月            | 2008年7月             |
| 5                          | 張秀蓮                       | 2008年7月14日        | 2012年7月             |
| 6                          | 劉燈城                       |                      |                       |
| 7                          | 曾銘宗（財政部政務次長兼任） | 2013年7月1日         | 2013年7月             |
| 8                          | 李紀珠                       | 2013年8月7日         | 2016年8月31日         |
| 9                          | 呂桔誠                       | 2016年8月31日        | 2024年8月14日         |
| 10                         | 凌忠嫄                       | 2024年8月14日        | 現任                  |
| 臺灣銀行總經理             |                              |                      |                       |
| 01                         | 張武                         | 1946年5月            | 1948年12月            |
| 02                         | 瞿荊洲                       | 1948年12月           | 1951年3月             |
| 03                         | 王鍾                         | 1951年3月            | 1960年7月             |
| 04                         | 周友端                       | 1960年7月            | 1963年3月             |
| 05                         | 毛松年                       | 1963年3月            | 1972年8月             |
| 06                         | 王鎮宙                       | 1972年8月            | 1972年12月            |
| 代理                       | 汪元                         | 1972年12月           | 1973年2月             |
| 07                         | 何顯重                       | 1973年2月            | 1978年2月             |
| 08                         | 楊承厚                       | 1978年2月            | 1980年5月             |
| 09                         | 嚴雋寶                       | 1980年7月            | 1982年1月             |
| 10                         | 王志道                       | 1982年1月            | 1985年7月             |
| 11                         | 謝仁棟                       | 1985年7月            | 1988年3月             |
| 12                         | 卜正明                       | 1988年3月            | 1994年2月             |
| 13                         | 蔡茂興                       | 1994年2月            | 1995年1月             |
| 14                         | 李文雄                       | 1995年1月            | 1996年7月             |
| 15                         | 何國華                       | 1996年7月            | 2001年9月             |
| 16                         | 李勝彥                       | 2001年9月            | 2006年10月            |
| 代理                       | 許德南                       | 2006年10月           | 2007年1月             |
| 17                         | 羅澤成                       | 2007年1月            | 2009年7月             |
| 18                         | 蔡富吉                       | 2009年7月            | 2010年1月             |
| 19                         | 張明道                       | 2010年1月            | 2013年9月             |
| 代理                       | 邱月琴                       | 2013年9月            | 2014年3月             |
| 20                         | 蕭長瑞                       | 2014年3月            | 2016年8月             |
| 代理                       | 魏江霖                       | 2016年8月            | 2016年10月            |
| 21                         | 魏江霖                       | 2016年10月           | 2018年8月             |
| 22                         | 邱月琴                       | 2018年8月            | 2020年10月            |
| 23                         | 許志文                       | 2020年11月           | 2023年7月             |
| 24                         | 施瑪莉                       | 2023年7月            | 2024年8月14日         |
| 25                         | 吳佳曉                       | 2024年8月23日        | 現任                  |

## 總行廳舍

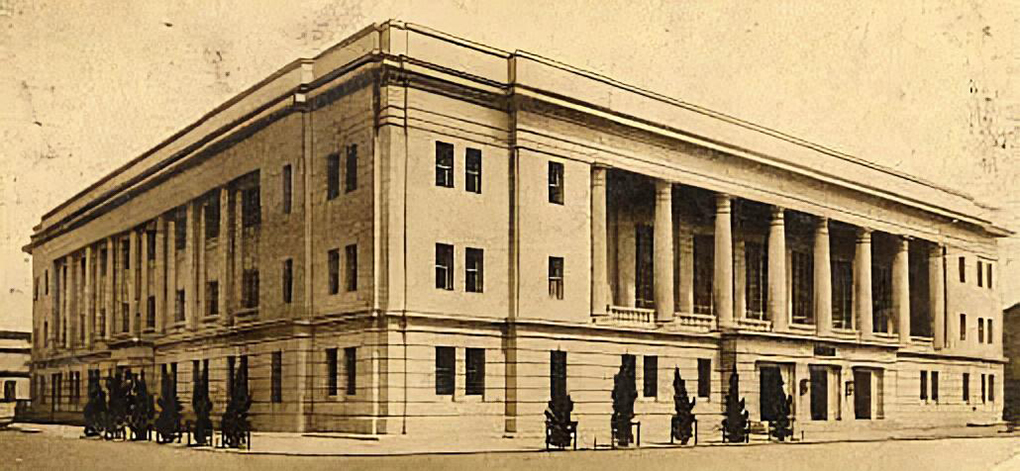
日治時代的台灣銀行總行大廈

臺灣銀行位於臺北市中正區重慶南路一段120號的總行廳舍，是臺北市的市定古蹟。
1897年，日本國會通過《臺灣銀行法》後，台灣總督府除了展開相關作業外，也積極覓地興建臺灣銀行總行。在拆除城內官立孔廟與關帝廟之後，就在其附近興建營業處所，而該處所為紅磚與斜頂之仿後期文藝復興式建築。
1930年代，從開始全臺灣七個營業據點擴展到數十個據點的臺灣銀行，因業務量遽增，加上原建築遭白蟻侵蝕，乃於1934年於現址（當時為臺北市榮町2丁目1番地）新建（位於舊址的西邊），由日本建築家西村好時設計，大倉組（今日本大成建設）承攬土木施工，1938年完工，樣式為近世復興式。
該建築牆體及列柱均為花崗石原物。混合採用了西洋古典建築元素，如四轉角渾重臺柱、二樓八根列柱、石雕花瓶欄杆、科林斯柱式之變體柱頭與女兒牆連續飾帶均為難得一見的佳作。
第二次世界大戰期間，此建築物遭美軍轟炸，屋頂於戰後重建。不過整體外觀，仍保有日治時期的莊嚴、厚重與安定之感，充分表現出穩重而理性的美感。
日本TBS電視台電視劇《華麗一族》前幾集曾借用總行的營業大廳，作為劇中虛構的「阪神銀行」總行的拍攝場景。

## 人員晉用
正式行員早期透過國家考試錄取後分發，近年來已經改由委託台灣金融研訓院辦理甄選，惟新進人員已經不具銓敘資格，故非最嚴格定義之公務員，但是員工依然納公保，並使用公務人員國民旅遊卡。金融風暴後，國內金融環境丕變，穩定的國營銀行成為求職者熱門選項，近年來每次招考競爭都相當激烈，錄取者亦不乏國外碩士或國內名校碩士，同時也使得年輕行員比例提高許多。

## 相關爭議
臺灣銀行洛杉磯分行日前向金管會通報2020年4月24日爆發資安事件，該分行行員收到往來客戶要進行匯款轉帳的的電子郵件，因為實施居家辦公無法轉帳，便將該封匯款郵件轉到分行承做，不過，該指示匯款電郵與原本客戶電郵有一個字母差異，在分行並未確認匯款資料正確性便進行轉帳，導致該分行遭到詐騙約美金45萬美元（約新臺幣1,350萬圓）。
台灣銀行蘇澳分行張姓前襄理和客戶不當資金往來近10年，2022年3月被調派羅東分行未如期報到，弊案東窗事發。金管會認定台銀未落實內控制度，開罰台銀1400萬圓。
台灣銀行前總經理許志文於2023年2月間閃辭，檢調接獲檢舉，許志文涉嫌在2021年，指示秘書用他女兒結婚買喜餅等不實單據，核銷業務費10萬9千圓，許志文坦承是為了用做其他無法報帳的公務支出，台北地檢署25日考量許志文認罪，給予緩起訴處分，條件是繳庫20萬圓，陳姓秘書否認犯行，被依詐欺、偽造文書起訴。

桃園地檢署2024年10月，依組織犯罪、洗錢防制法等罪嫌起訴涉案人員，並向法院具體求刑游光德13年、郭姓行員9年、黃姓行員6年，其餘4名共犯則求處2至7年不等的刑期。

## 組織[13]
- 董事會秘書室
- 董事會稽核處
- 總稽核
- 董事會董事長
  - 審計委員會
- 總經理
  - 法遵長
    - 法令遵循處
- 副總經理
  - 國內分行
  - 國際金融業務分行
  - 國外分支機構

- 企劃部
- 企業金融部
- 授信審查部
- 債權管理部
- 財富管理部
- 發行部
- 公庫部
- 風險管理部
- 營業部
- 國際部
- 信託部
- 數位金融部
- 消費金融部
- 財務部
- 不動產管理部
- 採購部
- 國內營運部
- 公教保險部
- 貴金屬部
- 徵信部
- 總務處
- 秘書處
- 人力資源處
- 政風處
- 會計處
- 經濟研究處
- 資訊處
- 資通安全處
- 行員訓練所
- 創新實驗室

### 書籍
- 黃昭堂著，《臺灣總督府》，2003年。臺北市：鴻儒堂出版社。
- 莊永明著，《臺北老街》，1991年。臺北市：時報出版。
- 緒方武歲著，《臺灣大年表》，1943年，臺灣文化出版社。
- 又吉盛清著，《臺灣今昔之旅》，1997年，臺北市：前衛出版社。
- 武內貞義著，《臺灣》，1929，臺灣刊行會。
- 日本近現代史辭典編注委員會，《日本近現代史辭典》，1990，東洋經濟新報社。
- 日人市區改正計劃

## 外部連結
- 官方网站（繁體中文）
- 臺灣銀行的Facebook專頁（繁體中文）